# Samira Khashoggi
Samira Khashoggi (arabisch سميرة خاشقجي, DMG Samīra Ḫāšuqǧī; * 1935 in Mekka, Saudi-Arabien; † März 1986) war eine  saudi-arabische Autorin und Gründerin der Zeitschrift Al Sharkiah. Sie war die Schwester des saudischen Geschäftsmanns Adnan Khashoggi. Sie war die erste Ehefrau des ägyptischen Geschäftsmanns Mohamed Al-Fayed und die Mutter des Filmemachers Dodi Al-Fayed.

## Frühes Leben und Ausbildung
Ihr Vater Muhammad Khashoggi war der Leibarzt von König Abdulaziz Al Saud. Sie wurde in Ägypten erzogen.

## Karriere
Samira Khashoggi schrieb unter dem Pseudonym Samirah, „Tochter der arabischen Halbinsel“. Zu ihren Büchern gehören Wadda't Amali (Abschied von meinen Träumen, 1958), Thekrayāt Dām'ah (Tränenreiche Erinnerungen, 1963), Wara' Aldabab (Jenseits der Wolken, 1971), Qatrat Min ad-Dumu' (Tränen, 1979) und Barīq Aynaik (Das Funkeln deiner Augen). Seit 1972 ist Al Sharkiah die führende panarabische Monatszeitschrift für Frauen.
1962 begann Khashoggi mit der Leitung einer Frauenhilfsorganisation, Al Nahda, die ihren Sitz in Riad hatte und die erste Organisation für Frauen in Saudi-Arabien war. Sie war eine der saudischen Frauen, die sich für die Bildung von Mädchen einsetzten.

## Privatleben
Über ihren Bruder, den saudischen Milliardär Adnan Khashoggi, lernte sie Mohamed Al-Fayed am Strand von Alexandria kennen und heiratete ihn 1954. Die Ehe dauerte zwei Jahre und brachte ein Kind, Dodi Al-Fayed, hervor. Samira trennte sich nur wenige Monate nach der Geburt von Dodi von Mohamed Al-Fayed und kehrte nach Saudi-Arabien zurück. Danach heiratete sie den saudischen Botschafter Anas Yassin und bekam ihr zweites Kind, Jumana Yassin.
Samira war die Tante der Schauspielerin und Produzentin Nabila Khashoggi und des politischen Journalisten Jamal Khashoggi.
Khashoggi starb 1986 im Alter von 51 Jahren an einem Herzinfarkt.
Ihr Sohn Dodi soll ihr sehr zugetan gewesen sein und bis zu ihrem Tod fast jeden Tag mit ihr telefoniert haben. Dodi sagte einmal zu einem Freund: „Wenn ich dafür alles aufgeben müsste, was ich habe – Autos, Reichtum und Frauen – würde ich es tun, um meine Mutter zurückzubringen.“
Ihre Tochter ist die Chefredakteurin der Zeitschrift Al Sharkiah.